# إبراهيم سليمان العاملي
إبراهيم علي سليمان العاملي هو عالم دين شيعي من جبل عامل (جنوب لبنان).

## ولادته - نشأته - ودراسته
ولد في بلدة البياض من قرى جبل عامل في عام 1910، تلقى علومه الأولى في مدرسة قانا الرسمية الابتدائية حتى العام 1921.
في العام 1926 سافر إلى النجف لطلب العلوم الدينية، ثم عاد إلى جبل عامل عام 1930, فقضى سنتين في العمل الاجتماعي والإرشادي وبعدها عادالى النجف عام 1932, لمتابعة دراسته.
عاد الشيخ سليمان إلى جبل عامل عام 1940, وأقام في بلدته البياض حتى العام 1961، وبعدها ذهب غلى الكويت بطلب من السيد محسن الحكيم خيث تولّى القضاء الجعفري فيها لمدة عشر سنوات بدءا من العام 1961. وقد حاز الشيخ مرتبة الاجتهاد المطلق، حيث اجازه بها كل من: الإمام محسن الحكيم والميرزا النائيني.

## مؤلفاته
له جملة من المؤلفات في الأصول والفقه والحديث والحقول العلمية نذكر منها:
- رواة الشيعة وهي من أكبر الموسوعات في علم الرجال (30 مجلدا)
- بلدان جبل عامل
- الأوزان والمقادير
- آيات الشعر (18 مجلدا)
- في الأدب النثري (5 مجلدات)

والف أيضا في الدعاء والفلك والمنطق والنحو والأدب والفقه والأصول، حيث بلغت مؤلفاته حوالى 275 مؤلفا لم يطبع منها سوى اليسير.

## عمله الاجتماعي
- أسس مكتبة جامعة تجاوز عدد كتبها العشرة الآف مجلد.
- كما أسس حوزة الإمام الحجة في بلدته البياض.

## وفاته
توفي في العام 2004 في بلدته البياض ودفن في النجف بناء على وصيته.